# Megan Watts Hughes

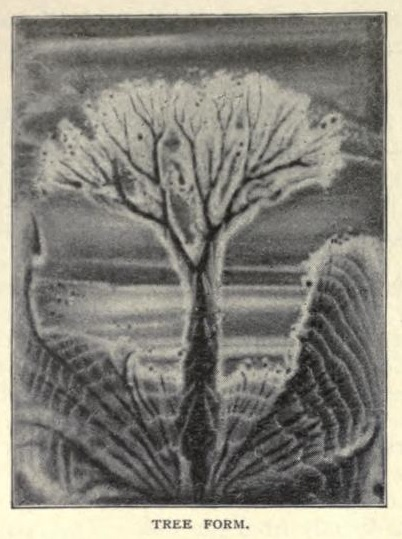
"Tree form": Hughes va crear aquesta imatge amb un eidòfon que permetia visualitzar la ressonància del so.

Megan Watts Hughes   (Dowlais, 12 de febrer de 1842 - 29 d'octubre de 1907) Megan [Margaret] Watts Hughes va ser una cantant, compositora, científica i filantropa gal·lesa. El seu nom apareix com Margaret, l'equivalent al nom gal·lès Megan, en diverses publicacions. Algunes fonts la van reconèixer com la primera a experimentar i observar el fenomen de la visualització de la ressonància del so mitjançant un dispositiu que va inventar i anomenar "eidòfon". Aquest artefacte o dispositiu genera patrons geomètrics naturals a partir de la ressonància de la veu humana. Com a resultat, es va referir a les imatges com a "figures de la veu". El seu treball va acabar donant lloc a un llibre de 1904 titulat The Eidophone; Voice Figures: Geometrical and Natural Forms Produced by Vibrations of the Human Voice, escrit per Margaret Watts Hughes. Va fer una demostració de l'instrument per a la Royal Society.

## Biografia
Megan Watts va néixer a Dowlais (en l'aleshores comtat de Glamorgan i actualment al county borough de Merthyr Tudful al sud de Gal·les), de pares que s'hi havien traslladat des de Sir Benfro. El seu pare s'encarregava del cementiri local. Després dels primers èxits com a cantant al circuit de concerts de Gal·les del Sud, va obtenir classes de cant de dos músics destacats de Cardiff i el 1864 va començar els estudis a la Royal Academy of Music de Londres, on hi havia professors com Manuel García. No obstant això, es va veure obligada a abandonar els estudis per malaltia. Després de casar-se amb Hugh Lloyd Hughes el 1871, esdevingué Sra. Watts Hughes i va continuar la seva carrera musical amb aquest nom. Era una dona profundament religiosa i va pensar en la capella Bethania com la seva llar espiritual. A Mountford House, a Barnsbury Square, Islington, va fundar un "Home for Little Boys".
En un article del diari de 1898, el compositor Joseph Parry es referia a Megan Watts Hughes com una de les "més grans vocalistes". Havia acompanyat Parry en una gira musical pel nord de Gal·les després de deixar la Royal Academy of Music, i una vegada va aparèixer amb Jenny Lind, una de les sopranos més grans del dia (que també havia estat entrenada per García). Se suposa que Lind va dir d'ella: "Mai no he conegut ningú tan relacionat amb mi en l'art de la música. Només tinc dues germanes a l'art: Madame Schumann i Mrs. Megan Watts-Hughes." La Sra. Watts Hughes va escriure l'himne "Wilton Square" i diverses cançons més.

## "Figures de la veu"

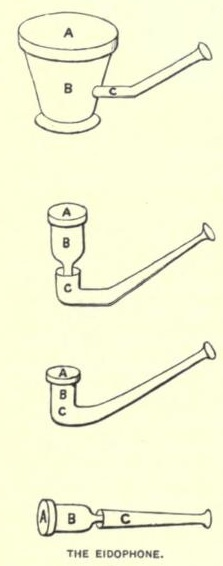
Esquema de l'Eidòfon de Hughes

El 1885, mentre practicava amb la veu, va descobrir accidentalment el que anomenava "figures de la veu" o "flors de veu", patrons creats pel fenomen natural de la ressonància de les ones estacionàries. Va descriure el procés que va començar amb sorra i/o pols de licopodi i posteriorment amb líquid: "inundava el disc de l'eidòfon amb una fina capa de líquid, per exemple, aigua o llet". Les vibracions eren registrades com a patrons al disc de l'eidòfon. Va descriure els patrons com a "belles crispacions" que només apareixerien si els tons cantats no estaven massa forçats. Va experimentar i va trobar que la glicerina de colors produïa intricats patrons florals en el líquid.
Les seves observacions científiques es van publicar per primera vegada en un article de la revista Century Magazine de 1891, amb el nom de Margaret Watts Hughes. Va escriure que ja havia presentat les seves troballes a The Musical Association, The Royal Institution i la Royal Society de Londres, cosa que es considerava inusual per a una dona en aquell període. Utilitzant la seva pròpia fotografia i diagrames (a la dreta), l’article descrivia detalladament el seu procés i la seva invenció:
| «                        | El 1885, mentre buscava mitjans per indicar fàcilment la intensitat dels sons vocals, em vaig trobar per primera vegada amb aquestes figures [de la veu] i, a causa de la seva varietat tant en forma com en producció, des de llavors han absorbit gran part de la meva atenció. L’aparell que he emprat l’anomeno eidòfon. Això és molt senzill. Consisteix simplement en una membrana elàstica, com ara una làmina de goma tova flexible i completament estirada sobre la boca d’un receptor de qualsevol forma, en la qual s’introdueix la veu mitjançant un tub de boca ampla de forma convenient. En alguns casos, es pot prescindir del receptor i estendre la membrana a través de l'extrem obert del mateix tub. | » |
| — Margaret Watts Hughes, | |   |

Aquest procés es relacionaria posteriorment amb la invenció independent de la investigació iniciada per Ernst Chladni, que va utilitzar pols en lloc de líquid per facilitar els patrons visuals. El treball de Watts Hughes no només es va demostrar en una reunió científica de la Royal Society, sinó al seu article científic el 1891 que la va portar a publicar un llibre de 47 pàgines que detallava extensament com feia visible el so. El llibre es titulava The Eidophone Voice Figures: Geometrical and Natural Forms Produced by Vibrations of the Human Voice, publicat el 1904. El seu treball juntament amb Ernst Chladni es va convertir en progenitors d'un camp anomenat Cymatics presentat pel científic suís Hans Jenny i posteriorment estudiat per científics del MIT.